# 이십팔수

이십팔수(二十八宿)(정반사)

이십팔수(二十八宿)는 고대로부터 중국에서 사용되어 온 황도와 천구의 적도 주변에 있는 28개의 별자리이다. 28수와 3원으로부터 하늘이 3개의 담과 나머지 28개의 영역으로 구분된다. 동·북·서·남의 방위에 따라 사신이 7개씩의 별자리를 주관한다.
각 별자리(宿)의 해당 영역에는 또한 여러 별자리들이 속해 있다. 예를 들어 우수에는 직녀, 하고, 천부, 좌기, 우기 등이 속한다. 이러한 체계의 차이로, '3원 28수'의 별자리와 서양 88개 별자리는 1:1 대응이 되지 않는다.
| 사(舍)    | 수(宿) | 중심별                        |
| --------- | ------ | ----------------------------- |
| 동방 청룡 | 각(角) | 처녀자리 (α Vir) 스피카       |
| 동방 청룡 | 항(亢) | 처녀자리 (κ Vir)              |
| 동방 청룡 | 저(氐) | 천칭자리 (α Lib) 주벤엘게누비 |
| 동방 청룡 | 방(房) | 전갈자리 (π Sco)              |
| 동방 청룡 | 심(心) | 전갈자리 (σ Sco) 알니야트     |
| 동방 청룡 | 미(尾) | 전갈자리 (μ Sco)              |
| 동방 청룡 | 기(箕) | 궁수자리 (γ Sgr) 알나시       |
| 북방 현무 | 두(斗) | 궁수자리 (φ Sgr)              |
| 북방 현무 | 우(牛) | 염소자리 (β Cap) 다비흐       |
| 북방 현무 | 여(女) | 물병자리 (ε Aqr) 알발리       |
| 북방 현무 | 허(虛) | 물병자리 (β Aqr) 사달수드     |
| 북방 현무 | 위(危) | 물병자리 (α Aqr) 사달멜릭     |
| 북방 현무 | 실(室) | 페가수스자리 (α Peg) 마르카브 |
| 북방 현무 | 벽(壁) | 페가수스자리 (γ Peg) 알게니브 |
| 서방 백호 | 규(奎) | 안드로메다자리 (η And)        |
| 서방 백호 | 루(婁) | 양자리 (β Ari) 셰라탄         |
| 서방 백호 | 위(胃) | 양자리 (35 Ari)               |
| 서방 백호 | 묘(昴) | 황소자리 (17 Tau) 엘렉트라    |
| 서방 백호 | 필(畢) | 황소자리 (ε Tau) 아인         |
| 서방 백호 | 자(觜) | 오리온자리 (λ Ori) 메이사     |
| 서방 백호 | 삼(參) | 오리온자리 (ζ Ori) 알니탁     |
| 남방 주작 | 정(井) | 쌍둥이자리 (μ Gem)            |
| 남방 주작 | 귀(鬼) | 게자리 (β Cnc) 알타흐         |
| 남방 주작 | 류(柳) | 바다뱀자리 (δ Hya)            |
| 남방 주작 | 성(星) | 바다뱀자리 (α Hya) 알파드     |
| 남방 주작 | 장(張) | 바다뱀자리 (ν Hya)            |
| 남방 주작 | 익(翼) | 술잔자리 (α Crt) 알케스       |
| 남방 주작 | 진(軫) | 까마귀자리 (γ Crv) 기에나흐   |

## 각 수별 칠요와 신수
각 수별 칠요와 신수(神獸)는 다음과 같다.
|           | 목(木)          | 금(金)          | 토(土)          | 일(日)          | 월(月)          | 화(火)          | 수(水)          |
| --------- | --------------- | --------------- | --------------- | --------------- | --------------- | --------------- | --------------- |
| 동방 청룡 | 각(角) - 교(蛟) | 항(亢) - 용(龍) | 저(氐) - 학(貉) | 방(房) - 토(兎) | 심(心) - 호(狐) | 미(尾) - 호(虎) | 기(箕) - 표(豹) |
| 북방 현무 | 두(斗) - 해(獬) | 우(牛) - 우(牛) | 여(女) - 복(蝠) | 허(虛) - 서(鼠) | 위(危) - 연(燕) | 실(室) - 저(猪) | 벽(壁) - 유(貐) |
| 서방 백호 | 규(奎) - 랑(狼) | 루(婁) - 구(狗) | 위(胃) - 치(雉) | 묘(昴) - 계(鷄) | 필(畢) - 오(烏) | 자(觜) - 후(猴) | 삼(參) - 원(猿) |
| 남방 주작 | 정(井) - 안(犴) | 귀(鬼) - 양(羊) | 류(柳) - 장(獐) | 성(星) - 마(馬) | 장(張) - 록(鹿) | 익(翼) - 사(蛇) | 진(軫) - 인(蚓) |

## 역주에서의 이십팔수
현대의 역주에서 칠요일과 일진 별로 해당되는 수는 다음과 같다.
|          | 월요일 | 화요일 | 수요일 | 목요일 | 금요일 | 토요일 | 일요일 |
| -------- | ------ | ------ | ------ | ------ | ------ | ------ | ------ |
| 子 辰 申 | 필(畢) | 익(翼) | 기(箕) | 규(奎) | 귀(鬼) | 저(氐) | 허(虛) |
| 丑 巳 酉 | 위(危) | 자(觜) | 진(軫) | 두(斗) | 루(婁) | 류(柳) | 방(房) |
| 寅 午 戌 | 심(心) | 실(室) | 삼(參) | 각(角) | 우(牛) | 위(胃) | 성(星) |
| 卯 未 亥 | 장(張) | 미(尾) | 벽(壁) | 정(井) | 항(亢) | 여(女) | 묘(昴) |

## 역사 속에 등장하는 28수
- 《삼국사기》, 《고려사》, 《조선왕조실록》의 각종 천문현상에 관한 기록들
- 《사기》의 《조선열전》에 기록되어 있는 위만조선의 장군 이름에서 '삼(參)'의 별자리 이름을 찾아볼 수 있다.
- 후한 또는 고조선 시대의 유물에서도 청동거울에 고대문자로 새겨진 28수의 명칭과 형태가 발견된다.
- 일본에서 최근 발굴된 기토라 고분 천정 벽에서 3원 28수의 체계를 따른 별자리를 확인하였다.
- 중국 송나라 때에 3원 28수 체계를 따른 '순우천문도'가 그려졌다.
- 조선시대의 대표적인 별자리 그림인 천상열차분야지도에 3원 28수의 체계를 따른 정교한 별자리가 그려졌다.
- 남병길에 의해 실제의 위치에 맞는 별자리를 다시 그린 성경(星鏡)이 출간되었다.

## 대중문화 속의 28수
- 조선 후기의 소설인 유충렬전에서 주인공 유충렬은 삼원의 하나인 자미원의 화신으로, 유충렬의 상대 악역인 정한담은 익수의 화신으로 설정되어 있다.
- 삼국지연의에서 제갈량이 동남풍을 기원하는 제를 지낼 때와 사마의와 싸울 때에도 28수가 나온다.
- 일본 애니메이션 환상게임에서 28수의 이름을 가진 인물들이 등장한다.
- 애니메이션 사무라이 디퍼 쿄우에서도 28수가 부분적으로 언급된다.

## 같이 보기
- 동아시아의 별자리
- 삼원